# (3241) Yeshuhua
(3241) Yeshuhua est un astéroïde de la ceinture principale.

## Description
(3241) Yeshuhua est un astéroïde de la ceinture principale. Il fut découvert le 28 novembre 1978 à Nanking par l'observatoire de la Montagne Pourpre. Il présente une orbite caractérisée par un demi-grand axe de 3,05 UA, une excentricité de 0,15 et une inclinaison de 1,7° par rapport à l'écliptique.

## Compléments